# Diuridinae
Diuridinae, podtribus orhideja, dio tribusa Diurideae. Postoje dva roda, a tipični je Diuris sa stotinjak vrsta uglavnom iz Australije. Drugi rod ima svega dvije vrste, a jedna je novozelandski endem.
Opisan je u The Genera and Species of Orchidaceous Plants 442, 506. 1830-1840[1840].

## Rodovi
1. Diuris Sm. (110 spp.)
2. Orthoceras R. Br. (2 spp.)